# Émile Jouguet
Jacques Charles Émile Jouguet (Bessèges, 5 de janeiro de 1871 – Montpellier, 2 de abril de 1943) foi um matemático e engenheiro francês.
Recebeu o Prêmio Poncelet de 1921.

## Obras
- Mécanique des fluides. Sainte-Étienne: Sociéte de l'imprimerie Théolier—J. Thomas & Cie. 1904
- Lectures de mécanique. La mécanique enseignée par les auteurs originaux. Première - deuxième partie. Paris: Gauthier-Villars. 1906–1909, 2ª Edição 1924
- Théories des moteurs thermiques. Paris: Octave Doin et fils. 1909
- Mécanique des explosifs: étude de dynamique chimique. Paris: Octave Doin et fils. 1917
- Notes sur la théorie de l'élasticité. Toulouse: E. Privat. 1921
- Cours de mécanique. Paris: École Polytechnique. 1928–1929